# Adam-Mickiewicz-Universität Posen
Die Adam-Mickiewicz-Universität Posen (polnisch: Uniwersytet im. Adama Mickiewicza w Poznaniu – abgekürzt UAM) entstand am 7. Mai 1919 in Posen (Poznań) als dritte staatliche Universität in Polen.
Die Universität wurde oft als eine der drei besten Universitäten des Landes aufgeführt.
Im Jahr 2017 stufte Times Higher Education die Universität innerhalb der 801 bis 1000 besten Universitäten weltweit ein.

## Frühere Hochschulen in Posen

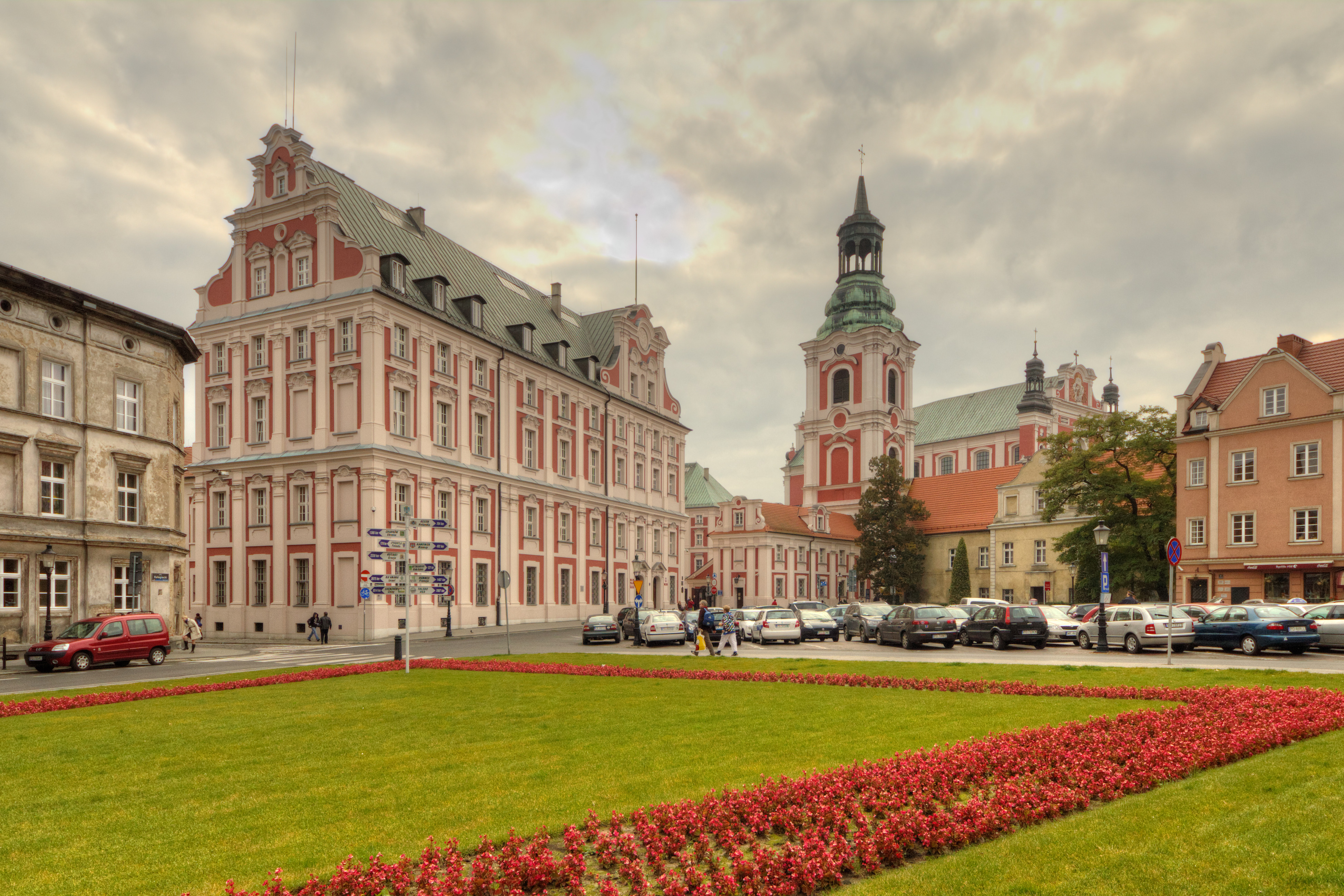
Jesuitenkolleg Posen

Die Tradition der höheren Bildung begann in Posen im Jahr 1518 mit Gründung der Lubrański-Akademie, die jedoch kein Recht besaß, akademische Grade zu verleihen.
Der polnische König Sigismund III. Wasa vergab 1611 an das Jesuitenkolleg Posen das Privileg, Magister- und Doktorgrade zu erteilen, und gründete so formell die Universität. Das Privileg wurde dann 1650 von Johann II. Kasimir und 1678 von Johann III. Sobieski bestätigt. Widerstände nicht zuletzt seitens der Jagiellonen-Universität in Krakau führten dazu, dass ein endgültiger Ausbau zu einer Universität nicht erfolgte.
Das Jesuitenkolleg existierte fast zwei Jahrhunderte. Nach der Aufhebung des Jesuitenordens im Jahr 1773 existierte das Kolleg unter anderem Namen noch bis zum Jahr 1793.

## Geschichte der Universität

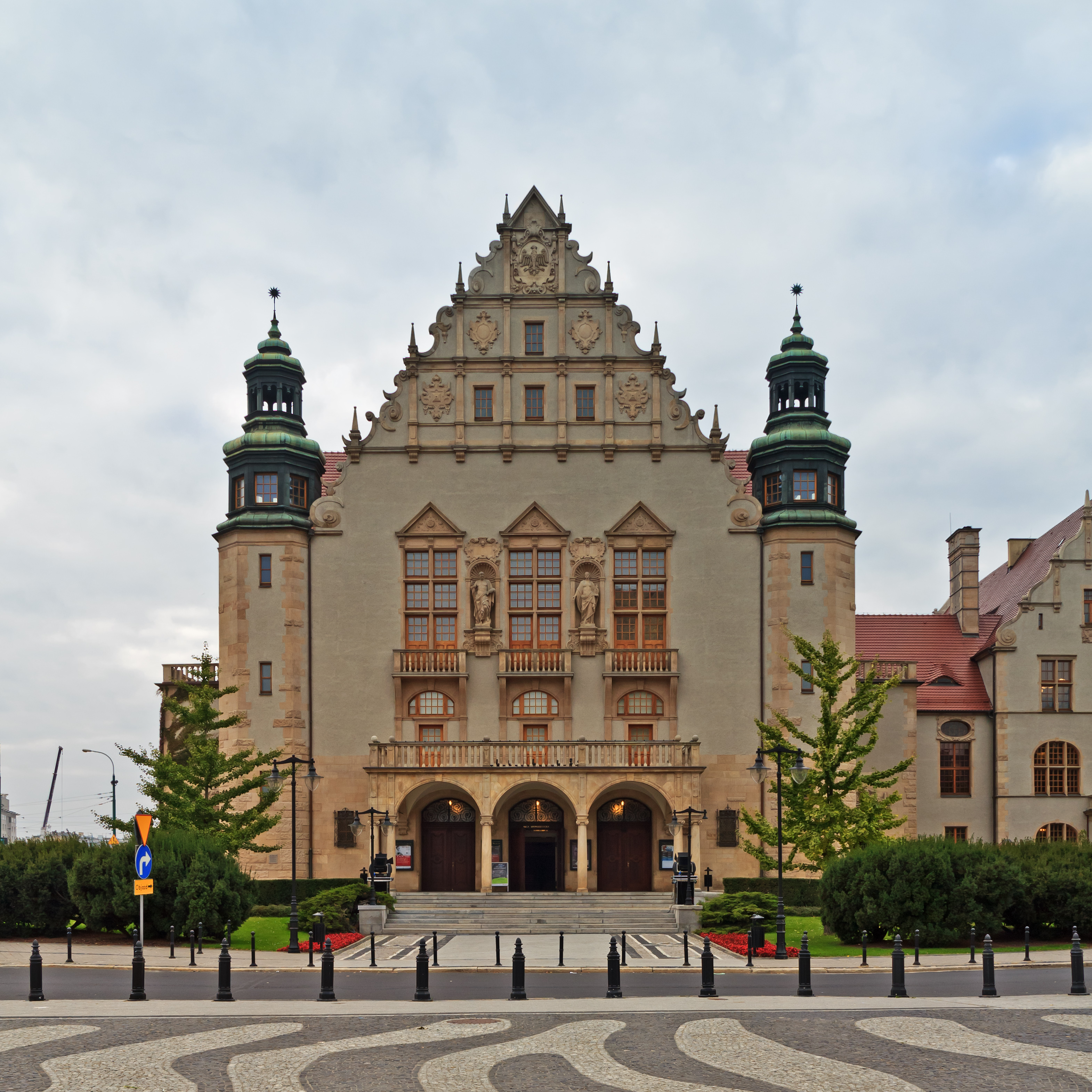
Aula der UAM (Collegium Minus)

Auf die jahrhundertealte Tradition der polnischen Universität berief man sich, als am 7. Mai 1919 das erste akademische Jahr der neuen Piastenuniversität inauguriert wurde (der Lehrbetrieb startete schon am 4. April). Die Gebäude der preußischen Königlichen Akademie zu Posen wurden hierfür übernommen. 1920 erhielt die Hochschule den Namen Uniwersytet Poznański (Universität Posen). Nach der Jagiellonen-Universität in Krakau und der Warschauer Universität war die Posener die dritte staatliche polnische Universität. Ihr erster Rektor wurde Heliodor Święcicki.
Die polnischen Bildungsbehörden sahen sie als Kaderschmiede für eine nationalpatriotische Elite. In den 1930er Jahren waren Rektoren und Dekane in Posen Vorreiter bei der antisemitischen Diskriminierung jüdischer Dozenten und Studenten. Im akademischen Jahr 1936/37 gab es in Posen keinen einzigen jüdischen Studenten mehr.
Nach dem deutschen Überfall auf Polen im September 1939 wurde Posen als Teil des Warthegaus annektiert. Zum Sommersemester 1941 wurde die deutsche Reichsuniversität Posen mit mehreren Fakultäten eröffnet, die bis 1945 bestand.
Die polnische Hochschule war dagegen seit Kriegsausbruch geschlossen. Im November 1940 wurde der Lehrbetrieb im Untergrund in Warschau, unter dem Namen Uniwersytet Ziem Zachodnich, UZZ (Universität der Westgebiete), wiederaufgenommen und bis August 1944 aufrechterhalten, so dass in dieser Zeit über 2000 Studenten ausgebildet werden konnten. Erster Rektor der UZZ war Ludwik Jaxa-Bykowski, die Lehrkräfte waren hauptsächlich Wissenschaftler der Posener Universität.
Direkt nach dem Ende der Kriegshandlungen wurde 1945 in Posen der legale Lehrbetrieb reaktiviert. Im Jahr 1950 wurden die Medizinische und die Pharmazeutische Fakultät abgetrennt und in die Medizinische Akademie umgewandelt.
Die Benennung der Universität nach dem polnischen Nationaldichter Adam Mickiewicz erfolgte im Jahr 1955.

## Persönlichkeiten
Zu den berühmtesten Absolventen zählen die Mathematiker Marian Rejewski, Jerzy Różycki und Henryk Zygalski. Als Kryptoanalytikern gelang ihnen in den 1930er Jahren erstmals die Entzifferung der deutschen ENIGMA-Maschine. Weitere Persönlichkeiten sind der Philosoph Joseph Maria Bocheński sowie die Politiker Adam Michnik und Hanna Suchocka.

## Die heutige Universität

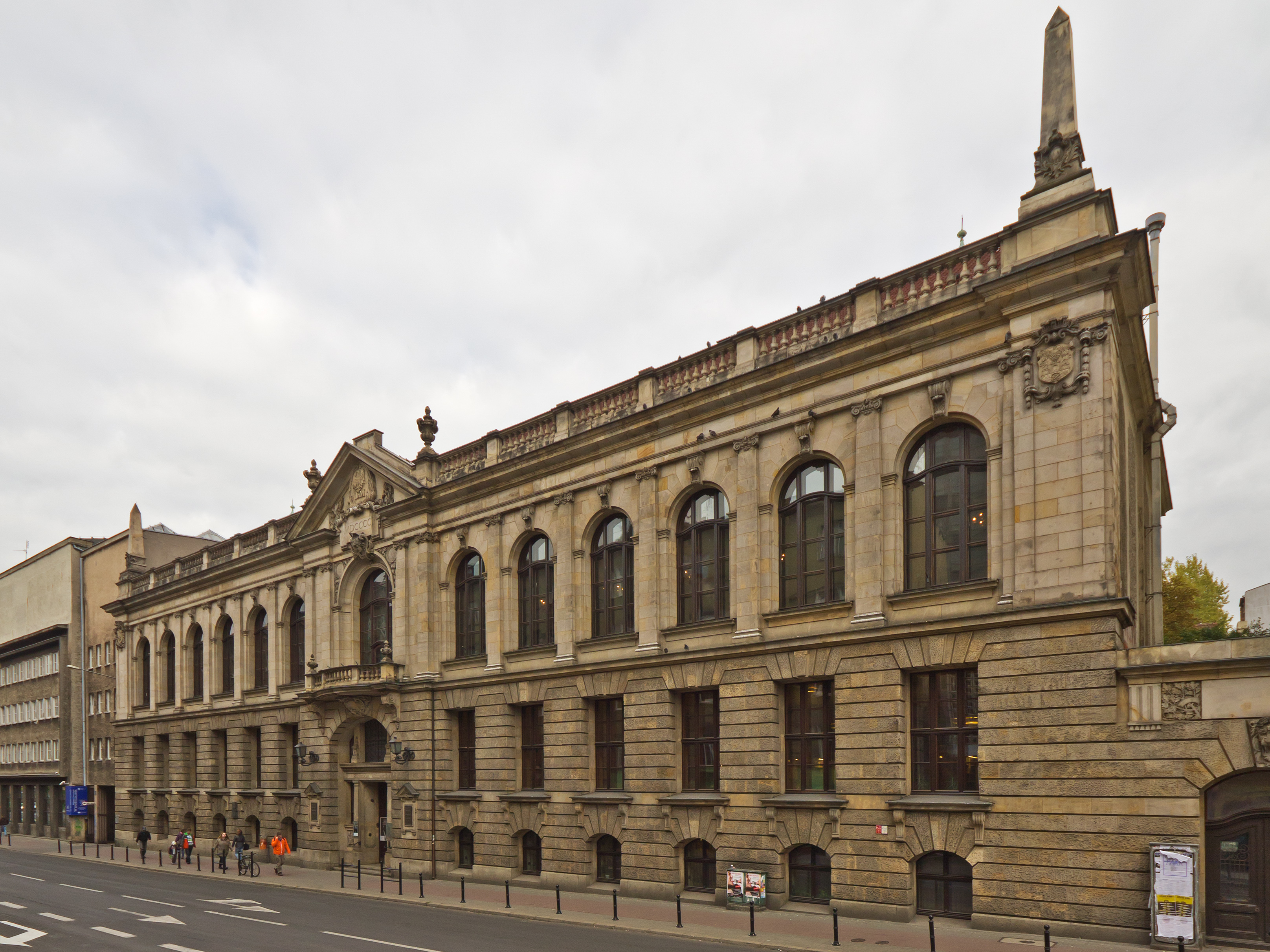
Universitätsbibliothek Posen

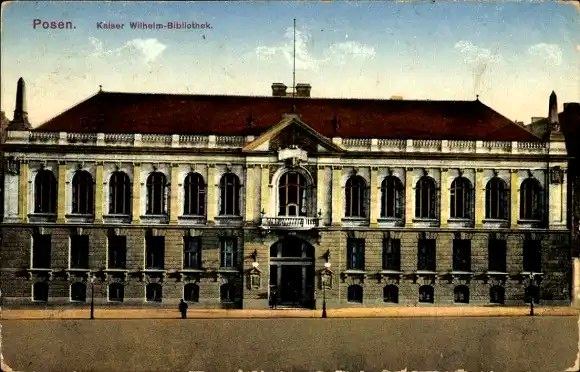
Ehem. Kaiser-Wilhelm-Bibliothek

Derzeit umfasst die Adam-Mickiewicz-Universität vierzehn Fakultäten:
- Fakultät für Anglistik
- Fakultät für Biologie
- Fakultät für Chemie
- Fakultät für Polnische und klassische Philologie (Polonistik)
- Fakultät für Physik, die u. a. eine Sternwarte betreibt.
- Fakultät für Geowissenschaften
- Fakultät für Historische Wissenschaften
- Fakultät für Mathematik und Informatik
- Fakultät für Sozialwissenschaften
- Fakultät für Politikwissenschaft und Journalismus
- Fakultät für Pädagogik
- Fakultät für Neue Philologie
- Fakultät für Recht und Verwaltung
- Fakultät für Theologie

Hinzu tritt noch die Pädagogisch-Künstlerische Fakultät in Kalisz.
Als Einrichtungen der UAM ohne Zugehörigkeit zu einer Fakultät gibt es ferner das Europäische Institut in Gniezno, das Collegium Polonicum in Słubice und das Institut in Kościan. Die Universität hat außerdem Außenstellen in Krotoszyn, Ostrów Wielkopolski, Pleszew, Pniewy, Śrem und Wągrowiec.
Im Juni 2007 waren 49.170 Studenten eingeschrieben. Rektor der UAM wurde 2008 der Chemiker Bronisław Marciniak.
Neben der Adam-Mickiewicz-Universität bestehen weitere bedeutende Posener Hochschulen, darunter die bereits erwähnte Medizinische Universität und die Technische Universität.